# Vaják (könyvsorozat)
A Vaják (Wiedźmin) fantasy könyvsorozat, Andrzej Sapkowski lengyel író elbeszéléseit és regényeit tartalmazza. A történetek olyan világban játszódnak, amelyet mágikus erővel rendelkező vagy hétköznapi lények, emberi és nem-humán fajok, tündék, törpök, vámpírok, alakváltók, egyszarvúak népesítenek be. A főhős, Ríviai Geralt pénzért, hivatásszerűen veszedelmes szörnyek kiirtásával, de legalábbis hatástalanításával foglalkozik. Ezt a tevékenységet az író által létrehozott világban a vajákok végzik, maguk sem veszélytelen szereplői a történeteknek.
A könyvek jellegzetes hangulatú vegyülékét adják a népmeséknek, a fantasynek, a tolkieni mitológiának, az iróniának, a kelet-európai középkornak és a szláv-lengyel mitológiának. A történetek világa nem fekete-fehér, a jók gyakorta rosszak is, a meseszövés csavarjai egyáltalán nem sablonosak. Ezért is, meg a főhős (nem is titkoltan Philip Marlowe-ra emlékeztető) cinikus-érzelmes megnyilvánulásai miatt a Vaják-műveket néhányan egyenesen a noir műfajokba sorolják.

## A Vaják sorozat

### Elbeszélésgyűjtemények
- Wiedźmin[4] (A vaják)[5][6] (1990), angolul The Witcher. Öt elbeszélés; utóbb mindegyik megjelent más összeállításokban. Négy Az utolsó kívánság, egy pedig – a „Droga, z której się nie wraca” (Az út, melyről nincs visszatérés) – a Coś się kończy... kötetben.
- Az utolsó kívánság (2011), eredeti megjelenése Ostatnie życzenie, 1993.

Angol fordításban The Last Wish cím alatt 2007-ben (UK) illetve 2008-ban (US) jelent meg. A több részre tagolt A belső hang kerettörténetet is beszámítva hét novellát tartalmaz.
A belső hang (Głos rozsądku)
A vaják (Wiedźmin)
Egy csepp igazság (Ziarno prawdy)
A kisebbik rossz (Mniejsze zło)
Pénz kérdése (Kwestia ceny)
A világ peremén (Kraniec świata)
Az utolsó kívánság (Ostatnie życzenie)
- A végzet kardja (2012), az eredeti kiadás Miecz przeznaczenia címen, 1992-ben került kiadásra.[7] Angol fordításban Sword of Destiny (2015). Hat novellából áll.

A lehetőségek határa (Granica możliwości)
Jégszilánk (Okruch lodu)
Az örök tűz (Wieczny ogień)
Némi áldozat (Trochę poświęcenia)
A végzet kardja (Miecz przeznaczenia)
Több annál (Coś więcej)
- Coś się kończy, coś się zaczyna (Valami véget ér, valami elkezdődik)[5] (2000). Angol címe Something Ends, Something Begins. Magyarul még nem jelent meg. Nyolc történet, melyből azonban csak kettő tartozik a Vaják-vonalba. (Ezek egyike a Wiedźmin (A vaják) kötetből lett átvéve.)
- Egy további gyűjtemény, a 10 novellát bemutató Maladie i inne opowiadania (Maladie és más történetek)[5] (2012) kötet is tartalmaz a Vaják-univerzumba tartozó két elbeszélést. Magyarul nem jelent meg, angol címe Maladie and other stories.

### A Vaják-pentalógia
Ezt az öt regényt szokták Vaják saga néven emlegetni. A szerző maga szívesebben hívja regényciklusnak, mert nem szereti, ha túlságosan egy mitológiához kötöttnek látszik a Vaják-történetek világa. (Nem csak skandináv, hanem szláv mitológiához sem.)
- Tündevér (2013), az eredetiben Krew elfów (1994). Angol megjelenése Blood of the Elves címen, 2009-ben történt.
- A megvetés ideje (2013), Czas pogardy (1995). A regény angol változata Times of Contempt címen, 2013-ban került kiadásra.
- Tűzkeresztség (2015). Lengyelül Chrzest ognia (1996), angolul Baptism of Fire (2014).
- Fecske-torony (2017), Wieża Jaskółki (1997).[10] A kötet 2016-ban jelent meg angolul, The Tower of the Swallow címen.
- A tó úrnője (2017), lengyelül Pani Jeziora (1999) kötettel lezárul a Vaják-történetek sora. Angolul The Lady of the Lake, 2017.

### Önálló kötet
- Viharidő (2018), lengyelül Sezon burz (2013), regény. Angolul Season of Storms címen, 2018-ban. Nem a pentalógia folytatója, hanem Az utolsó kívánság történetei közé illeszkedő, a korábbi események fonalát felvevő regény.

## Magyar fordítások
A 2011-től kezdve kiadásra került Vaják-gyűjtemény két elbeszéléskötetet (a sorozatban az I. és a II.), öt – egymáshoz csatlakozó – regényt („Vaják saga”, a III., IV., V., VI. és VII. kötet), és egy nyolcadikként a sorozathoz illesztett előzményregényt tartalmaz.
- Vaják I. – Sapkowski, Andrzej. Az utolsó kívánság. Budapest: PlayON! (cop. 2011). ISBN 978-963-08-1080-7. Hozzáférés ideje: 2018. január 6., [ford. Szathmáry-Kellermann Viktória], 287 o.
- Vaják II. – Sapkowski, Andrzej. A végzet kardja. Budapest: PlayON! (2012). ISBN 978-963-08-3206-9. Hozzáférés ideje: 2018. január 6., [ford. Szathmáry-Kellermann Viktória], 312 o.
- Vaják III. – Sapkowski, Andrzej. Tündevér. Budapest: PlayON! (2013). ISBN 978-963-89622-1-8. Hozzáférés ideje: 2018. január 6., [ford. Szathmáry-Kellermann Viktória], 312 o.
- Vaják IV. – Sapkowski, Andrzej. A megvetés ideje. Budapest: PlayON! (2013). ISBN 978-963-89622-4-9. Hozzáférés ideje: 2018. január 6., [ford. Szathmáry-Kellermann Viktória], 304 o.
- Vaják V. – Sapkowski, Andrzej. Tűzkeresztség. Budapest: PlayON! (2015). ISBN 978-963-89622-6-3. Hozzáférés ideje: 2018. január 6., [ford. Kellermann Viktória], 320 o.
- Vaják VI. – Sapkowski, Andrzej. Fecske-torony. Budapest: PlayON! (2017). ISBN 978-615-5555-11-4. Hozzáférés ideje: 2018. január 6., [ford. Hermann Péter], 431 o.
- Vaják VII. – Sapkowski, Andrzej. A tó úrnője. Budapest: PlayON! (2017). ISBN 978-615-5555-29-9. Hozzáférés ideje: 2018. január 6., [ford. Hermann Péter], 480 o.
- Vaják VIII. – Sapkowski, Andrzej. Viharidő. Budapest: PlayON! (2018). ISBN 978-615-5555-33-6. Hozzáférés ideje: 2018. június 6., [ford. Hermann Péter], 303 o.

## Feldolgozások

### Képregények

#### Lengyel füzetsorozat 1993 és 1995 között
Hat képregény. Szöveg Andrzej Sapkowski, Maciej Parowski, grafika Bogusław Polch. Megjelent: Komiks, 1993–1995, kiad. Prószyński i S-ka, ISSN 0867-1338.
- Wiedźmin: Droga bez powrotu (Visszaút nélkül), képregény. Komiks, Nr 8/1993, 26. sz.[11]
- Wiedźmin: Geralt (A vaják), képregény. Komiks, Nr 9/1993, 27. sz.[12]
- Wiedźmin: Mniejsze zło (A kisebbik rossz), képregény. Komiks, Nr 10/1993, 28. sz.[13]
- Wiedźmin: Ostatnie życzenie (Az utolsó kívánság), képregény. Komiks, Nr 2/1994, 30. sz.[14]
- Wiedźmin: Granica możliwości (A lehetőségek határa), képregény. Komiks, Nr 1/1995, 31. sz.[15]
- Wiedźmin: Zdrada (Az árulás), képregény. Komiks, Nr 2/1995, 32. sz.[16]

2001-ben mind a hat füzetet újra kiadták, két kötetben
- Wiedźmin. Tom I – három képregény (Visszaút nélkül, Az árulás, A vaják).[17]
- Wiedźmin. Tom II – három képregény (A kisebbik rossz, Az utolsó kívánság, A lehetőségek határa).[18]

#### Dark Horse-kiadványok
A CD Projekt RED közreműködésével készült amerikai (US) képregények. A Sapkowski univerzumát felhasználó, The Witcher c. számítógépes játék alapján készültek, de a játéktól és a Vaják könyvektől független történeteket tartalmaznak.
- The Witcher Volume 1: House of Glass (Az elátkozottak háza), képregény-gyűjtemény.[19]
- The Witcher Volume 2: Fox Children TPB (Rókagyermek), képregény-gyűjtemény.[20]
- The Witcher Volume 3: Curse of Crows TPB (Varjak átka), képregény-gyűjtemény.[21]

#### Szukits-kiadó könyvek
A Dark Horse képregények magyar kiadása.
- The Witcher/Vaják: Az elátkozottak háza (képregény). Szöveg Paul Tobin, grafika Joe Querio, fordítás Kolozsvári Zsófia. Kiad. Szukits, Szeged, 2017[22]
- The Witcher/Vaják: Rókagyermek (képregény). Szöveg Paul Tobin, grafika Joe Querio, fordítás Kolozsvári Zsófia. Kiad. Szukits, Szeged, 2018[23]
- The Witcher/Vaják: Varjak átka (képregény). Szöveg Paul Tobin, grafika Piotr Kowalski, fordítás Kolozsvári Zsófia. Kiad. Szukits, Szeged, 2018[24]

### Videojátékok[25]
- The Witcher – számítógépes szerepjáték (2007) a könyvsorozat karaktereit és történeteit felhasználva

- The Witcher 2: Assassins of Kings (2011), az első játék folytatása

- The Witcher 3: Wild Hunt (2015) a Witcher 2 játék folytatása

### Film, tévé-film
- Wiedźmin – lengyel fantasy film, 2001[26]
- Wiedźmin (TV sorozat) – lengyel minisorozat (1 évad, 13 rész), 2002. Címváltozatai USA: The Hexer, Oroszország: Ведьмак (Vedmak)[27]
- The Witcher (rövid film) USA, 2017[28]
- Vaják (The Witcher) (USA TV-sorozat), Netflix, 2018.[29] Az első évad bejelentett bemutatása 2019. december 20., a második évad forgatása is elindult.[30]

### Színpadi változat
- Wiedźmin, lengyel zenés színpadi feldolgozás[31]

## Fordítás
- Ez a szócikk részben vagy egészben a The Witcher című angol Wikipédia-szócikk ezen változatának fordításán alapul.  Az eredeti cikk szerkesztőit annak laptörténete sorolja fel. Ez a jelzés csupán a megfogalmazás eredetét és a szerzői jogokat jelzi, nem szolgál a cikkben szereplő információk forrásmegjelöléseként.
- Ez a szócikk részben vagy egészben a Wiedźmin (postać) című lengyel Wikipédia-szócikk ezen változatának fordításán alapul.  Az eredeti cikk szerkesztőit annak laptörténete sorolja fel. Ez a jelzés csupán a megfogalmazás eredetét és a szerzői jogokat jelzi, nem szolgál a cikkben szereplő információk forrásmegjelöléseként.